# Toller Fratrum
Toller Fratrum est une paroisse civile et un village du Dorset, en Angleterre.